# Marcel Baschet
Pour les articles homonymes, voir Baschet.
André-Marcel Baschet, né le 5 août 1862 à Gagny (Seine-et-Oise) et mort le 28 décembre 1941 à Paris, est un peintre et illustrateur français.

## Biographie
Marcel Baschet est le second fils de l'éditeur d'art Ludovic Baschet (1834-1909) qui lança le Panorama et la Revue illustrée. Son frère René (1860-1949) en assure la critique artistique, en particulier les comptes rendus des Salons, en plus de diriger la revue L'Illustration à partir de 1904. 
En 1879, Marcel Baschet entre à l'Académie Julian dans l'atelier de Jules Lefebvre. Élève de l'École des beaux-arts de Paris dans l'atelier de Gustave Boulanger, il obtient le grand prix de Rome de 1883 en peinture pour Œdipe maudit son fils Polynice, ce qui lui vaut de devenir pensionnaire de la villa Médicis à Rome de 1883 à 1887.
Le 3 janvier 1888, il épouse Jeanne Guillemeteau. Le couple a eu deux enfants, un fils et une fille. Il devient professeur à l'Académie Julian en 1889. À partir de 1900, il est pendant plusieurs années le professeur de la princesse Mathilde. De 1907 à 1941, il a son atelier au 21 quai Voltaire à Paris, où une plaque commémorative fut apposée après sa mort. Il obtient la médaille d'honneur au Salon de 1908 pour son Portrait d'Henri Rochefort, alors que son Portrait de Claude Debussy s'expose aux quatre coins de la planète. On lui doit notamment plusieurs portraits de présidents de la Troisième République et des portraits de personnalités politiques, scientifiques, littéraires et artistiques de l'époque qui ont illustré les pages de la revue L'Illustration.
Il est nommé chevalier de la Légion d'honneur en 1898, promu commandeur du même ordre en 1913, puis est élu membre de l'Académie des beaux-arts la même année. 
Ses œuvres sont conservées, entre autres, à Paris au musée d'Orsay et au château de Versailles.

## Œuvres dans les collections publiques
- Paris :
  - École des beaux-arts : Œdipe condamne Polynice, 1883, huile sur toile.
  - musée de l'Armée : Le Maréchal Foch, 1925, pastel sur papier.
  - musée d'Orsay : Claude Debussy, 1884, huile sur toile.
  - Bibliothèque de la Sorbonne : Richelieu examinant les plans de la Sorbonne.
- Versailles, château de Versailles :
  - Gaston Doumergue, 1926, huile sur toile ;
  - Paul Doumer, 1932, huile sur toile ;
  - Raymond Poincaré, 1934, huile sur toile ;
  - Albert Lebrun, 1934, huile sur toile.
- Reims : 
  - Musée-hôtel Le Vergeur, portrait de Louise Pommery.

Œuvres de Marcel Baschet
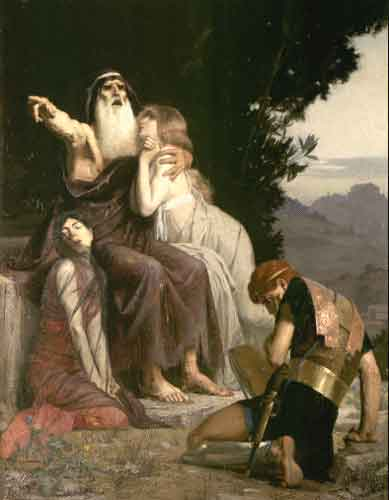
Œdipe condamne Polynice (1883), École des beaux-arts de Paris.
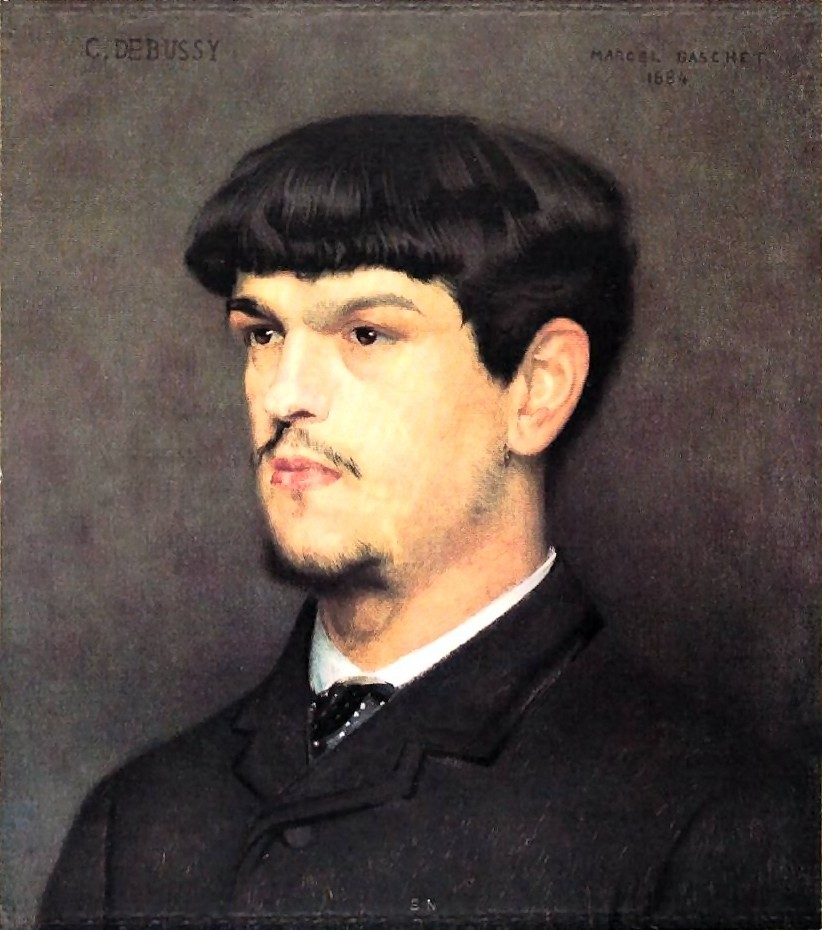
Claude Debussy (1884), Paris, musée d'Orsay.
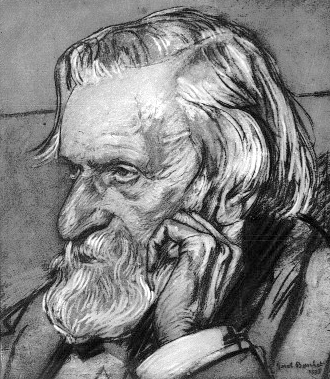
Ambroise Thomas, paru dans L'Artiste en novembre 1896, p. 321.

## Illustrations
- Drogues et Peinture, 24 illustrations de l'artiste, Paris, édition du Laboratoire pharmaceutique Chantereau, coll. « Album d'art Contemporain », no 54.

## Salons
- Salon des artistes français :
  - 1895 : Ambroise Thomas, hors-concours, paru dans L'Artiste en novembre 1896.
  - 1898 : Mme Gabriel Pierné, épouse du compositeur de musique, 1897, hors-concours.
  - 1899 : Portrait de famille, 1899, huile sur toile, hors-concours.

## Élèves
- Will Ashton (en) (1881–1963)
- Adrienne Ball-Demont (1886-1935)
- André Cabane (1915-1988)
- Marie-Eugénie Coulin-Moinot (1867-1950)
- Henriette Delalain (1886-1945)
- Henriette Desportes (1877-1951)
- Frédéric Fiebig (1885-1953), à l'Académie Julian
- Marie Clotilde Gallien-Berthon (1870-1959)
- Thérèse Geraldy (1884-1965), à l'Académie Julian
- Marie Iza Galezowska (1880-1965)
- Pierre Gourdault (1880-1915)
- Léonie Humbert-Vignot (1878-1960), à l'Académie Julian
- Marie Laforge (1865-1920)
- Paul-Franz Namur (1877-1958)
- Marthe Orant (1874-1951)
- Jeanne Marceron-Maille (1871-1934)
- Cécile Morgand (1872-1954)
- Charles Picart Le Doux (1881-1959)
- André Prévot-Valéri (1890-1959)
- Lucie Ranvier-Chartier (1867-1932)
- Gabrielle Berrhagorry-Suair (1866-1942)
- Paulo do Valle Júnior (1886-1958)
- Raymond Virac (1892-1946)
- Raymond Lheureux (1890-1965)